# Mais Valem 36 Músicas no Sapatinho
Mais Valem 36 Músicas no Sapatinho Que 1 Par de Peúgas   é uma compilação  em duplo CD que reúne várias bandas e artistas portugueses. Editado em 1996 pela União Lisboa.

## Faixas

### CD1
1. Paixão -  Blackout
2. Perigosa -   Kussondulola
3. Seven Fingered Friend -  Primitive Reason
4. Adivinha Quem Voltou -  Da Weasel
5. Talvez Foder -  Pedro Abrunhosa
6. Superstar -  Santos & Pecadores
7. Novas Babilónias -  Clã
8. Êxtase -  MDA
9. Geração Rasca -  Black Company
10. Sempre em Pé -  Despe e Siga
11. Clube do Ódio -  Capitão Fantasma
12. Toca-me -  UHF
13. Grito -  Pólo Norte
14. A Formiga no Carreiro -  Sitiados
15. No Trilho do Sol -  Quinta do Bill
16. Histórias de Amor e Mar -  Ritual Tejo
17. Disgrace -  Lovedstone
18. So You Say -  Ramp
19. A Feeling For Beauty -  Inhuman

### CD2
1. Gritar -  Marta Dias
2. Ximba Ximba -  General D
3. Funk é Mem'bom -  Cool Hipnoise
4. Leva-me -  After Dark
5. Zap Canal -  Três Tristes Tigres
6. A Nossa Vez -  Delfins
7. O Espírito da Carne -  Paulo Bragança
8. Urban Monks -  Carlos Maria Trindade
9. Odium -  Rodrigo Leão
10. Rainha de Trapos -  Diva
11. My Funny Ana Lana -  Pop Dell'Arte
12. La Pasión Y La Muerte -  Flood
13. O Homem do Leme -  Xutos & Pontapés
14. Guadiano -  Pedro Jóia
15. Dança II -  Danças Ocultas
16. Lenga Lenga -  Gaiteiros de Lisboa
17. Ainda -  Madredeus